# Aizkraukle
Aizkraukle es una villa letona, centro administrativo de la municipalidad de Aizkraukle, en la orilla derecha del río Daugava.

## Historia
Antes de la Primera Guerra Mundial se conocía a Aizkraukle bajo el nombre alemán Ascheraden. Durante la Edad Media la antigua fortaleza livonia fue usada por la orden teutónica para construir el Castillo de Aizkraukle, del cual aún perduran algunas ruinas.
La actual villa de Aizkraukle se construyó en la década de 1960 como un pueblo para los constructores de la cercana planta hidroeléctrica de Pļaviņas. Se convirtió en villa y en centro de la posterior Municipalidad de Aizkraukle en 1967. Inicialmente se le nombró como Stučka  (por el comunista letón Pēteris Stučka) durante la era soviética. En 1991 fue rebautizada como Aizkraukle, su nombre histórico.
Las industrias presentes en la zona son: energía, carpintería, imprenta y agricultura.
En 2004 Aizkraukle fue galardonarda con "La ciudad más limpia de Letonia en 2004".